# Wilhelm Karl Grimm
Wilhelm Karl Grimm (ur. 24 lutego 1786 w Hanau, zm. 16 grudnia 1859 w Berlinie) – niemiecki filolog, członek Akademii Nauk w Berlinie, brat Jacoba Ludwiga Karla Grimma. Niektóre swoje dzieła tworzył i publikował wraz z bratem Jacobem; występowali wtedy jako bracia Grimm.

## Życiorys
Urodził się w Hanau (Hesja) w rodzinie prawnika Philippa Grimma i Dorothei Grimm. Dzieciństwo spędził w Steinau an der Straße. W latach 1798–1803 uczęszczał do gimnazjum Fridericianum w Kassel. W 1806 ukończył studia prawnicze na uniwersytecie w Marburgu. Po studiach z powodów zdrowotnych pozostawał do 1814 roku bez stałego zatrudnienia. Dzięki znajomości z profesorem prawa Friedrichem von Savigny poznał przedstawicieli niemieckiego romantyzmu i zaczął interesować się językiem niemieckim, niemiecką literaturą i historią. W Kassel razem z bratem Jacobem pracowali nad zbiorami pieśni Achima von Arnim i Clemensa Brentano. W 1809 r. przebywał w celach leczniczych w uzdrowisku w Halle a. der Saale. W drodze powrotnej spotkał się w Weimarze z Goethem. W latach 1814–1819 pracował jako bibliotekarz w Kassel.
Podobnie jak jego brat Jakob otrzymuje w 1819 roku honorowy doktorat uniwersytetu w Marburgu. Przejmuje kierowanie edycjami baśni. Od 1831 r. pracuje jako bibliotekarz w bibliotece uniwersyteckiej w Getyndze. W 1835 r. zostaje profesorem zwyczajnym uniwersytetu w Getyndze należącej wówczas do Królestwa Hanoweru. Po podpisaniu rezolucji protestacyjnej, której sygnatariusze domagali się większych swobód obywatelskich, zostaje wraz z Jakobem i pięcioma innymi profesorami (tzw. Göttinger Sieben) wydalony z uniwersytetu.
Na zaproszenie króla pruskiego Wilhelm Grimm z rodziną i Jacobem przenosi się w 1841 roku do Berlina i pracuje do 1852 roku jako profesor na berlińskim uniwersytecie. Podobnie jak jego brat zostaje członkiem Pruskiej Akademii Nauk. W 1852 r. został wybrany do Bawarskiej Akademii Nauk.
Po zakończeniu pracy na berlińskim uniwersytecie koncentruje się na swoich badaniach. Od 1838 r. pracuje razem z Jacobem nad historycznym słownikiem języka niemieckiego Deutsches Wörterbuch. W tymże roku na zjeździe germanistów we Frankfurcie n.M. Wilhelm w swoim referacie opowiada o pracy nad słownikiem.

## Osiągnięcia naukowe
Obok Jacoba jest uznawany za współtwórcę językoznawstwa germanistycznego, niemieckich badań nad starożytnością i niemieckiej germanistyki. Jego badania dotyczyły niemieckiej poezji średniowiecznej i germańskiego pisma runicznego. W roku 1811 Wilhelm Grimm tłumaczy i publikuje duńskie ballady, baśnie i pieśni heroiczne. W 1812 r. ukazuje się pierwszy tom „Baśni dla dzieci i domu” w liczbie 900 egz. W latach 1816–1818 (z Jacobem) publikują dwie części Deutsche Sagen. W roku 1829 publikuje swoje główne dzieło Die deutsche Heldensage, legendy o bohaterach z okresu od VI do XVI wieku.
Pierwszy tom monumentalnego dzieła Deutsches Wörterbuch został ukończony w roku 1852 (w formie zwartego tomu ukazał się w 1854). Do roku 1863 zostały opracowane litery A – F (do hasła Frucht). Wilhelm opracował literę D.
Największy rozgłos przyniosło jednak braciom Grimm zebranie i opracowanie baśni ludowych, które jako Baśnie braci Grimm (Kinder– und Hausmärchen) zyskały duży rozgłos zarówno w Niemczech, jak i w innych krajach. Wilhelm miał decydujący udział w zbieraniu podań i baśni.
Obszerna (licząca wiele tomów) korespondencja braci Grimm opracowana została przez współczesnych badaczy.

## Publikacje (wybór)
- Altdänische Heldenlieder. Balladen und Märchen (1811)
- (współaut.) Jacob Grimm: Kinder- und Haus-Märchen. Gesammelt durch die Brüder Grimm (1812–1815)
- (współaut.) Jacob Grimm: „Der arme Heinrich” von Hartmann von Aue (1815)
- (współaut.) Jacob Grimm: Deutsche Sagen (2 tomy). (1816–1818)
- Ueber deutsche Runen (1821)
- (współaut.) Jacob Grimm: Deutsches Wörterbuch (33 tomy) (1852–1961)

## Życie prywatne
W roku 1825 ożenił się z Dorotheą Wild, córką aptekarza, miał z nią czworo dzieci. Jego syn Herman (1828–1901) został cenionym pisarzem. Wilhelm i Jacob mieli jeszcze jednego brata – był nim malarz Ludwig Emil Grimm.

## Upamiętnienie
Liczne ulice, place, szkoły w Niemczech noszą imię braci Grimm. Ich imieniem nazwane są nagrody i odznaczenia (Brüder-Grimm-Preise) przyznawane za osiągnięcia na polu kultury i języka, w tym Brüder-Grimm-Medaille der Akademie der Wissenschaften zu Göttingen.

## Opracowania
- Katarzyna Grzywka: Od lasu po góry, od domu po grób … Polska i niemiecka bajka ludowa ze zbiorów Oskara Kolberga i braci Grimm. Warszawa: Instytut Germanistyki Uniwersytetu Warszawskiego, 2005. ISBN 83-912269-9-9.
- Katarzyna Grzywka: „Es könnte mir nie ein schönerer Ruhm gewährt werden”. Zu Hermann Grimms Erinnerungen an seine Familie und ihre kulturgeschichtliche Bedeutung, [w:] Studia Niemcoznawcze (Warszawa) XXV, 2003, s. 187–200.
- Katarzyna Grzywka: „Pewnego dnia przybyli trzej bracia do wielkiego lasu”, [w:] Studia Niemcoznawcze (Warszawa) XXIV, 2002, s. 181–198. ISSN 0208-4597.
- Eliza Pieciul-Karmińska: Polskie dzieje baśni braci Grimm, [w:] Przekładaniec, 2001, 22, s. 80–96.
- Eliza Pieciul-Karmińska: Baśnie braci Grimm a język przekładu,, [w:] Polonistyka: czasopismo dla nauczycieli, 2013, nr 5, s. 43–50.
- Eliza Pieciul-Karmińska: Geneza baśni braci Grimm a ich przekład na język polski, [w:] Scripta manent – res novae / S. Puppel, T. Tomaszkiewicz (red.). Poznań: Uniwersytet im. Adama Mickiewicza w Poznaniu, 2013, s. 105–115, ISBN 978-83-232-2633-8.